# Freestyleskiën op de Olympische Winterspelen
De olympische sportdiscipline freestyleskiën staat sinds 1992 op het programma van de Olympische Winterspelen als medaillesport. Vier jaar eerder was het een demonstratiesport.
Samen met de olympische sportdisciplines alpineskiën, langlaufen, noordse combinatie, schansspringen en snowboarden wordt het freestyleskiën georganiseerd door de Fédération Internationale de Ski (FIS) onder auspiciën van het Internationaal Olympisch Comité. 

## Edities
| Spelen    | Jaar      | Gaststad / Gastland                               | Plaats                                            | Accommodatie(s)                                   | Datum                                             | Landen                                            | Sporters                                          | Sporters                                          | Sporters                                          | Ond.                                              | Winnaar medaillespiegel                           |
| Spelen    | Jaar      | Gaststad / Gastland                               | Plaats                                            | Accommodatie(s)                                   | Datum                                             | Landen                                            | Totaal                                            | M                                                 | V                                                 | Ond.                                              | Winnaar medaillespiegel                           |
| --------- | --------- | ------------------------------------------------- | ------------------------------------------------- | ------------------------------------------------- | ------------------------------------------------- | ------------------------------------------------- | ------------------------------------------------- | ------------------------------------------------- | ------------------------------------------------- | ------------------------------------------------- | ------------------------------------------------- |
| XXV       | 2026      | Milaan en Cortina d'Ampezzo, Italië               | Livigno                                           | Mottolino/Sitas-Tagliede/Carosello                | 6–22 februari                                     |                                                   |                                                   |                                                   |                                                   | 13                                                |                                                   |
| XXIV      | 2022      | Peking, China                                     | Zhangjiakou                                       | Genting Skiresort Big Air Shougang                | 3–19 februari                                     | 25                                                | 284                                               | ?                                                 | ?                                                 | 13                                                | China                                             |
| XXIII     | 2018      | Pyeongchang, Zuid-Korea                           | Bongpyeong-myeon                                  | Phoenix Snow Park                                 | 9–23 februari                                     | 27                                                | 270                                               | 144                                               | 126                                               | 10                                                | Canada                                            |
| XXII      | 2014      | Sotsji, Rusland                                   | Krasnaja Poljana                                  | Rosa Choetor Extreme Park                         | 6–21 februari                                     | 30                                                | 263                                               | 139                                               | 124                                               | 10                                                | Canada                                            |
| XXI       | 2010      | Vancouver, Canada                                 | West Vancouver                                    | Cypress Mountain                                  | 13–25 februari                                    | 27                                                | 172                                               | 87                                                | 85                                                | 6                                                 | Canada                                            |
| XX        | 2006      | Turijn, Italië                                    | Sauze d'Oulx                                      | Sauze d’Oulx-Jouvenceaux                          | 11–23 februari                                    | 22                                                | 116                                               | 63                                                | 53                                                | 4                                                 | China                                             |
| XIX       | 2002      | Salt Lake City, Verenigde Staten                  | Park City                                         | Deer Valley Resort                                | 9–19 februari                                     | 21                                                | 105                                               | 55                                                | 50                                                | 4                                                 | Finland                                           |
| XVIII     | 1998      | Nagano, Japan                                     | Nagano                                            | Iizuna Kōgen Sukī-jō                              | 8–18 februari                                     | 25                                                | 110                                               | 58                                                | 52                                                | 4                                                 | Verenigde Staten                                  |
| XVII      | 1994      | Lillehammer, Noorwegen                            | Lillehammer                                       | Kanthaugen Freestyleanlegg                        | 15–24 februari                                    | 21                                                | 97                                                | 52                                                | 45                                                | 4                                                 | Canada                                            |
| XVI       | 1992      | Albertville, Frankrijk                            | Tignes                                            | Stade de ski artistique                           | 9–16 februari                                     | 18                                                | 71                                                | 47                                                | 24                                                | 2 + 4 d.                                          | Frankrijk                                         |
| XV        | 1988      | Calgary, Canada                                   | Calgary                                           | Canada Olympic Park                               | 21–25 februari                                    | ?                                                 | ?                                                 | ?                                                 | ?                                                 | 0 + 6 d.                                          | Bondsrepubliek Duitsland                          |
| 1924-1984 | 1924-1984 | Geen freestyleskiën op de Olympische Winterspelen | Geen freestyleskiën op de Olympische Winterspelen | Geen freestyleskiën op de Olympische Winterspelen | Geen freestyleskiën op de Olympische Winterspelen | Geen freestyleskiën op de Olympische Winterspelen | Geen freestyleskiën op de Olympische Winterspelen | Geen freestyleskiën op de Olympische Winterspelen | Geen freestyleskiën op de Olympische Winterspelen | Geen freestyleskiën op de Olympische Winterspelen | Geen freestyleskiën op de Olympische Winterspelen |

## Onderdelen
| Onderdeel             | Onderdeel  | 88 | 92 | 94 | 98 | 02 | 06 | 10 | 14 | 18 | 22 | Totaal |
| --------------------- | ---------- | -- | -- | -- | -- | -- | -- | -- | -- | -- | -- | ------ |
| Mannen                | Moguls     | d  | •  | •  | •  | •  | •  | •  | •  | •  | •  | 9      |
| Mannen                | Aerials    | d  | d  | •  | •  | •  | •  | •  | •  | •  | •  | 8      |
| Mannen                | Skicross   |    |    |    |    |    |    | •  | •  | •  | •  | 4      |
| Mannen                | Halfpipe   |    |    |    |    |    |    |    | •  | •  | •  | 3      |
| Mannen                | Slopestyle |    |    |    |    |    |    |    | •  | •  | •  | 3      |
| Mannen                | Big Air    |    |    |    |    |    |    |    |    |    | •  | 1      |
|                       |            |    |    |    |    |    |    |    |    |    |    |        |
| Vrouwen               | Moguls     | d  | •  | •  | •  | •  | •  | •  | •  | •  | •  | 9      |
| Vrouwen               | Aerials    | d  | d  | •  | •  | •  | •  | •  | •  | •  | •  | 8      |
| Vrouwen               | Skicross   |    |    |    |    |    |    | •  | •  | •  | •  | 4      |
| Vrouwen               | Halfpipe   |    |    |    |    |    |    |    | •  | •  | •  | 3      |
| Vrouwen               | Slopestyle |    |    |    |    |    |    |    | •  | •  | •  | 3      |
| Vrouwen               | Big Air    |    |    |    |    |    |    |    |    |    | •  | 1      |
|                       |            |    |    |    |    |    |    |    |    |    |    |        |
| Gemengd               | Aerials    |    |    |    |    |    |    |    |    |    | •  | 1      |
| Totaal                | Totaal     | 0  | 2  | 4  | 4  | 4  | 4  | 6  | 10 | 10 | 13 | 57     |
| Afgevoerde onderdelen | Ballet (m) | d  | d  |    |    |    |    |    |    |    |    |        |
| Afgevoerde onderdelen | Ballet (v) | d  | d  |    |    |    |    |    |    |    |    |        |

d = demonstratie onderdeel
• = medaille onderdeel

## Medaillewinnaars
Succesvolste olympiër
De 'succesvolste olympiërs' in het freestyleskiën zijn de Canadees Alexandre Bilodeau en de Amerikaan David Wise die als enigen in deze tak van sport twee gouden medailles wonnen. 
| P | Olympiër           | Land | Editie(s) | Goud | Zilver | Brons | T | Onderdeel    |
| - | ------------------ | ---- | --------- | ---- | ------ | ----- | - | ------------ |
| 1 | Alexandre Bilodeau | CAN  | 2010-2014 | 2    | 0      | 0     | 2 | moguls (m)   |
| 1 | David Wise         | USA  | 2014-2018 | 2    | 0      | 0     | 2 | halfpipe (m) |

Meervoudige medaillewinnaars
Medaillewinnaars met twee of meer medailles in totaal.
| Olympiër                | Land    | Editie(s)  | T | Goud | Zilver | Brons | Onderdeel      |
| ----------------------- | ------- | ---------- | - | ---- | ------ | ----- | -------------- |
| Kari Traa               | NOR     | 1998-2006  | 3 | 1    | 1      | 1     | moguls (v)     |
| Janne Lahtela           | FIN     | 1998-2002  | 2 | 1    | 1      | 0     | moguls (m)     |
| Dale Begg-Smith         | AUS     | 2006-2010  | 2 | 1    | 1      | 0     | moguls (m)     |
| Jennifer Heil           | CAN     | 2006-2010  | 2 | 1    | 1      | 0     | moguls (v)     |
| Justine Dufour-Lapointe | CAN     | 2014-2018  | 2 | 1    | 1      | 0     | moguls (v)     |
| Mikaël Kingsbury        | CAN     | 2014-2018  | 2 | 1    | 1      | 0     | moguls (m)     |
| Kelsey Serwa            | CAN     | 2014-2018  | 2 | 1    | 1      | 0     | skicross (v)   |
| Edgar Grospiron         | FRA     | 1992-1994  | 2 | 1    | 0      | 1     | moguls (m)     |
| Stine Lise Hattestad    | NOR     | 1992-1994  | 2 | 1    | 0      | 1     | moguls (v)     |
| Tae Satoya              | JPN     | 1998-2002  | 2 | 1    | 0      | 1     | moguls (v)     |
| Alisa Camplin           | AUS     | 2002-2006  | 2 | 1    | 0      | 1     | aerials (v)    |
| Aleksej Grisjin         | BLR     | 2002, 2010 | 2 | 1    | 0      | 1     | aerials (m)    |
| Hannah Kearney          | USA     | 2010-2014  | 2 | 1    | 0      | 1     | moguls (v)     |
| Lydia Lassila           | AUS     | 2010-2014  | 2 | 1    | 0      | 1     | aerials (v)    |
| Li Nina                 | CHN     | 2006-2010  | 2 | 0    | 2      | 0     | aerials (v)    |
| Marie Martinod          | FRA     | 2014-2018  | 2 | 0    | 2      | 0     | halfpipe (v)   |
| Jelizaveta Kozjevnikova | EUN RUS | 1992-1994  | 2 | 0    | 1      | 1     | moguls (v)     |
| Dmitri Dasjinski        | BLR     | 1998, 2006 | 2 | 0    | 1      | 1     | aerials (m)    |
| Shannon Bahrke          | USA     | 2002, 2010 | 2 | 0    | 1      | 1     | moguls (v)     |
| Nick Goepper            | USA     | 2014-2018  | 2 | 0    | 1      | 1     | slopestyle (m) |
| Jia Zongyang            | CHN     | 2014-2018  | 2 | 0    | 1      | 1     | aerials (m)    |

## Medaillespiegel
Tot en met de Olympische Winterspelen van 2018.
| Plaats | Land                           | NOC    | Goud | Zilver | Brons | Totaal |
| ------ | ------------------------------ | ------ | ---- | ------ | ----- | ------ |
| 1      | Canada                         | CAN    | 12   | 9      | 4     | 25     |
| 2      | Verenigde Staten               | USA    | 9    | 9      | 7     | 25     |
| 3      | Zwitserland                    | SUI    | 4    | 2      | 2     | 8      |
| 4      | Wit-Rusland                    | BLR    | 4    | 1      | 2     | 7      |
| 5      | Frankrijk                      | FRA    | 3    | 5      | 6     | 14     |
| 6      | Australië                      | AUS    | 3    | 3      | 2     | 8      |
| 7      | Noorwegen                      | NOR    | 3    | 2      | 4     | 9      |
| 8      | China                          | CHN    | 1    | 6      | 4     | 11     |
| 9      | Finland                        | FIN    | 1    | 2      | 1     | 4      |
| 10     | Japan                          | JPN    | 1    | 0      | 3     | 4      |
| 11     | Oekraïne                       | UKR    | 1    | 0      | 0     | 1      |
| 11     | Tsjechië                       | CZE    | 1    | 0      | 0     | 1      |
| 11     | Oezbekistan                    | UZB    | 1    | 0      | 0     | 1      |
| 14     | Rusland                        | RUS    | 0    | 1      | 3     | 4      |
| 15     | Zweden                         | SWE    | 0    | 1      | 1     | 2      |
| 16     | Oostenrijk                     | AUT    | 0    | 1      | 0     | 1      |
| 16     | Duitsland                      | GER    | 0    | 1      | 0     | 1      |
| 16     | Gezamenlijk team               | EUN    | 0    | 1      | 0     | 1      |
| 19     | Olympische atleten uit Rusland | OAR    | 0    | 0      | 2     | 2      |
| 20     | Groot-Brittannië               | GBR    | 0    | 0      | 1     | 1      |
| 20     | Kazachstan                     | KAZ    | 0    | 0      | 1     | 1      |
| 20     | Nieuw-Zeeland                  | NZL    | 0    | 0      | 1     | 1      |
| Totaal | Totaal                         | Totaal | 44   | 44     | 44    | 132    |

Calgary 1988 · 
Albertville 1992 · 
Lillehammer 1994 · 
Nagano 1998 · 
Salt Lake City 2002 · 
Turijn 2006 · 
Vancouver 2010 · 
Sotsji 2014 · 
Pyeongchang 2018 · 
Peking 2022 
Lijst van olympische medaillewinnaars
Olympische Zomerspelen
Olympische Winterspelen
Gerelateerd
Olympische Jeugdspelen · Paralympische Spelen · Deaflympische Spelen · Special Olympic World Games
IOC · COA · BOIC · NOC*NSF · NAOC · SOC